# Životopis pustolova po imenu don Pablos (roman)
Životopis pustolova po imenu don Pablos (ili skraćeno Životopis lupeža) je pikarski roman koji je napisao Fransisko de Kevedo. Iako je ovaj roman prvi put objavljen 1626. godine, bio je prisutan u kniževnim krugovima u obliku rukopisa i ranije. Kevedo nikada nije priznao da je napisao  Životopis pustolova po imenu don Pablos zbog straha od Inkvizicije, međutim stil kojim je napisano ovo delo nesumnjivo upućuje na Keveda. Delo je prevedeno na srpski jezik u dva navrata.
1. Životopis pustolova po imenu don Pablos — Radivoje Konstatinović, 2003.[2]
2. Žitije vrdalame po imenu don Pablos — Aleksandra Manćić, 2004.[3]

## Vreme nastanka dela
Ovo delo je napisano između 1603. i 1608. godine što ga čini prvim pikarskim romanom. Fernando Lasaro Kareter smatra da je delo napisano 1603-1604 dok Fransisko Riko smatra da je delo napisano 1605. Nasuprot njima, Ameriko Kastro, pak smatra da delo pripada poznom piščevom stvaralaštvu te da je nastalo 1620. Kevedo je bio na Univerzitetu u Alkali de Enares od 1596. do 1600, a od 1601. do 1604. je studirao teologiju u Valjadolidu. Već u prvoj epohi 17. veka Kevedo piše brojna i raznolika dela, među kojima se nalazi i Životopis lupeža. Prvi objavljeni primerak datira iz 1626. ( objavljen je u Saragosi). Pored cenzurisanih delova, ovaj primerak je postigao veliki uspeh. Drugi primerak je objavljen uz lažan podatak da je iz Saragose kada je zapravo bio iz Madrida. Delo je ubrzo bilo prevedeno na razne jezike i između 1626-1648 je bilo uređivano u Valensiji, Barseloni, Saragosi, Lisabonu...

## Književni žanr i struktura dela
Ovo delo je jedini roman pisca Fransiska de Keveda. Iako su brojne odlike pikareske, koje je definisalo delo Lazarčić sa Tormesa, vidljive i u liku pikara don Pablosa, ovaj protagonista se razlikuje po tome što sam bira svoj životni put. Drugim rećima, determinizam koji je bio bitna odlika pikareske se gubi u ovom delu kako bi Fransisko de Kevedo izneo svoje stavove prema društvenim slojevima sa margine. Čitavo delo je sastavljeno iz tri knjige od kojih prva sadrži sedam poglavlja, druga šest, a treća i poslednja deset. Naslovi poglavlja su epigrafi što je bio manir ovoga žanra.

## Radnja dela

#### Prva knjiga
U prvom poglavlju saznajemo da je don Pablos sin berberina Klemente Pabla i Aldonse de San Pedro za koju se sumnjalo da je bila nova hrišćanka. Imao je sedmogodišnjeg brata koji je potkradao očeve klijente, ali je preminuo u zatvoru. Nakon nezgode koja se dešava protagonisti na dan praznika, ispisuje se iz škole, ali počinje da služi svog dotadašnjeg prijatelja plemića don Dijega Koronela. Don Alonso, otac Don Dijega, šalje obojicu u pansion licencijata i sveštenika Kabre koji ih izgladnjuje gotovo do same smrti. Kada ih Don Alonso spašava odatle, oni su toliko mršavi da ih iznose na nosiljkama.
Don Dijego odlazi na studije u Alkalu de Enares sa don Pablosem koji tamo biva ismevan od strane studenata, međutim kako odmiču poglavlja situacija se menja i don Pablos postaje glavni vrdalama u mestu. Don Alonso traži svome sinu da se vrati kući bez sluge. Pikara ujak, koji je dželat po zanimanju, obaveštava o sudbini pikarevih roditelja i don Pablos odlučuje da se vrati u rodno mesto.

### Druga knjiga
U ovoj knjizi se govori o putu od Alkale do Segovije sa ciljem da se u vidu likova koje pikar sreće prikažu pojedini društveni slojevi. Prvo sreće učitelja mačevanja, zatim sveštenika, pesnika i Đenovljanina. Kod ujaka se ne zadržava dugo, ali boravak kod ovog dželata utiče na Pablosa pozitivno — dobija želju da nikada ne završi kao svoj ujak, otac ili majka, već da se uzdigne na društvenoj lestvici. Uzima nasledstvo i odlazi.

### Treća knjiga
Don Toribio upoznaje Pablosa sa pikarskom zajednicom sa kojom živi. Zbog brojnih spletki koje čine zajedno bivaju uhapšeni. Don Pablos se izvlači i pokušava da se oženi plemkinjom donja Anom, ali je otkriven od strane svog nekadašnjeg prijatelja don Dijega. Beži u Toledo gde postaje putujući glumac, pesnik i udvarač kaluđerica. Iz Toleda ide u Sevilju gde se bavi kartanjem sve dok ne donose odluku da putuje za Indije, međutim u poslednjoj rečenici čitalac saznaje da ni ova promena kontinenta nije pomogla don Pablosu te se njegov život odvija samo na gore.

## Stil dela
Sa ironijom svojstvenom Kevedu, čitalac se susreće već u samom naslovu dela. Kevedo svom protagonisti Pablosu pripisuje titulu dona da bi ismejao potrebu nižih slojeva za lažnim uzdizanjem na društvenoj lestvici. Kevedo ne opisuje događaje i likove na realističan način, već, kako je i karakteristično za barok, groteskni način. Pisac koristi hiperbolični izraz pri fizičkom i psihološkom portretisanju likova. Pokazuje visoko vladanje jezikom, ne samo zbog neograničenosti svog rečnika, već i zbog svoje sposobnosti da se igra s njim, forsira dvostruka značenja, izokreće ga. Koristi briljantan konceptistički stil, neprikladan za lik koji bi svoje zgode i nezgode trebao pripoviedati u prvom licu. Njegov rad obiluje jezivim šalama, grubostima, igrama rieči i dvostrukim značenjima.